# Kızılcayıkık, Milas
Kızılcayıkık là một xã thuộc huyện Milas, tỉnh Muğla, Thổ Nhĩ Kỳ. Dân số thời điểm năm 2011 là 652 người.